# جزيرة فالام
جزيرة فالام (بالروسية: Валаам)‏ (وتعني أرض جبلية كبيرة) هي جزيرة تقع في الجزء الشمالي من بحيرة لادوجا، أكبر جزيرة ضمن أرخبيل فالام. تقع قرية فالام في هذه الجزيرة وهي جزء من مقاطعة سورتافالا، وكذلك دير فالام للرجال. فالام هي أيضًا مقصد سياحي شهير.

## جغرافيا
يمثل سطح الجزيرة أكثر من ثلثي إجمالي مساحة أرخبيل فالام.
أراضي أرخبيل فالام هي جزء من منطقة التايغا، وبشكل أكثر دقة منطقة التايغا الوسطى.
تقع الجزيرة على بحيرة لادوجا. وأقرب مدينة إلى فالام هي سورتافالا.

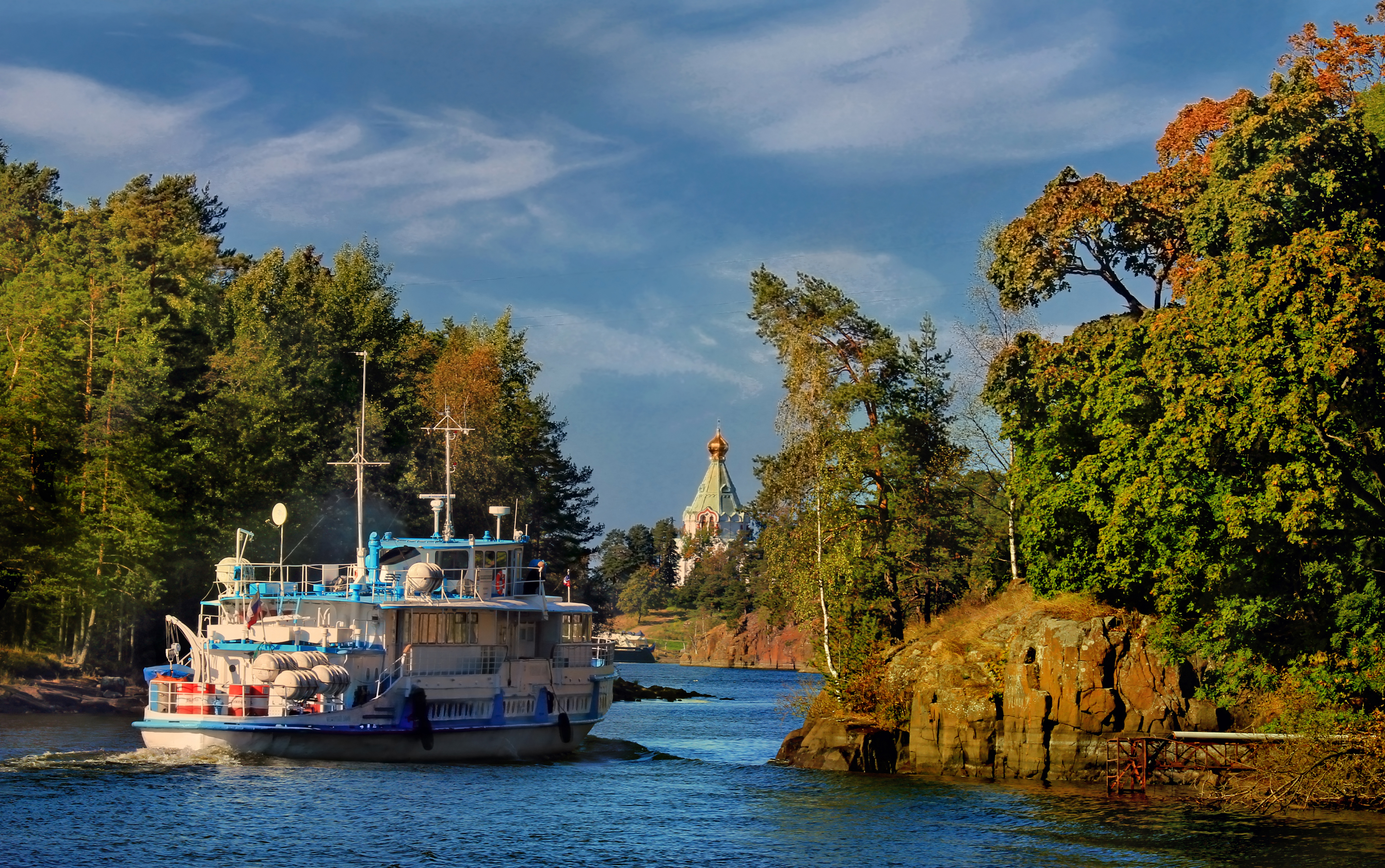
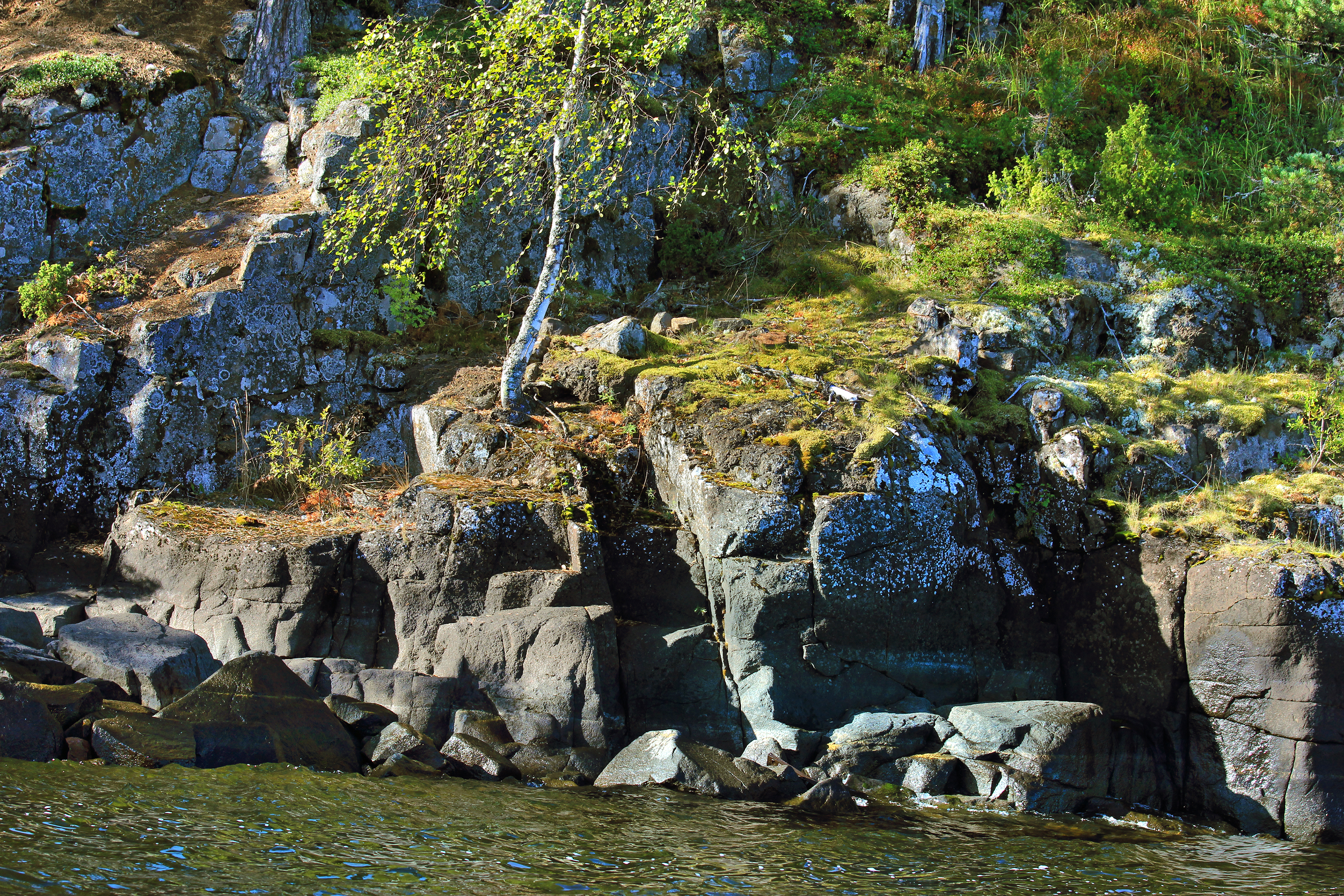
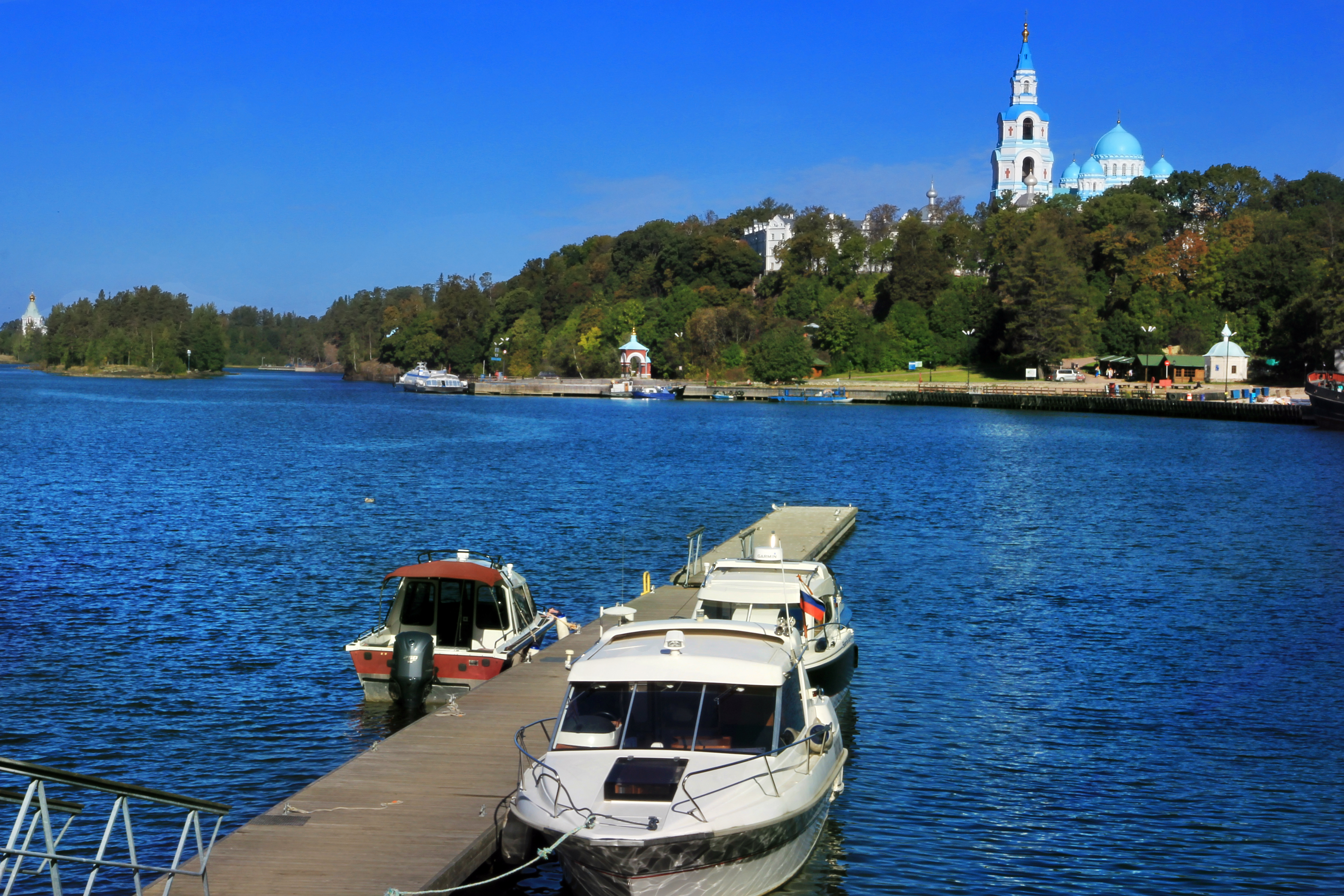

## التاريخ

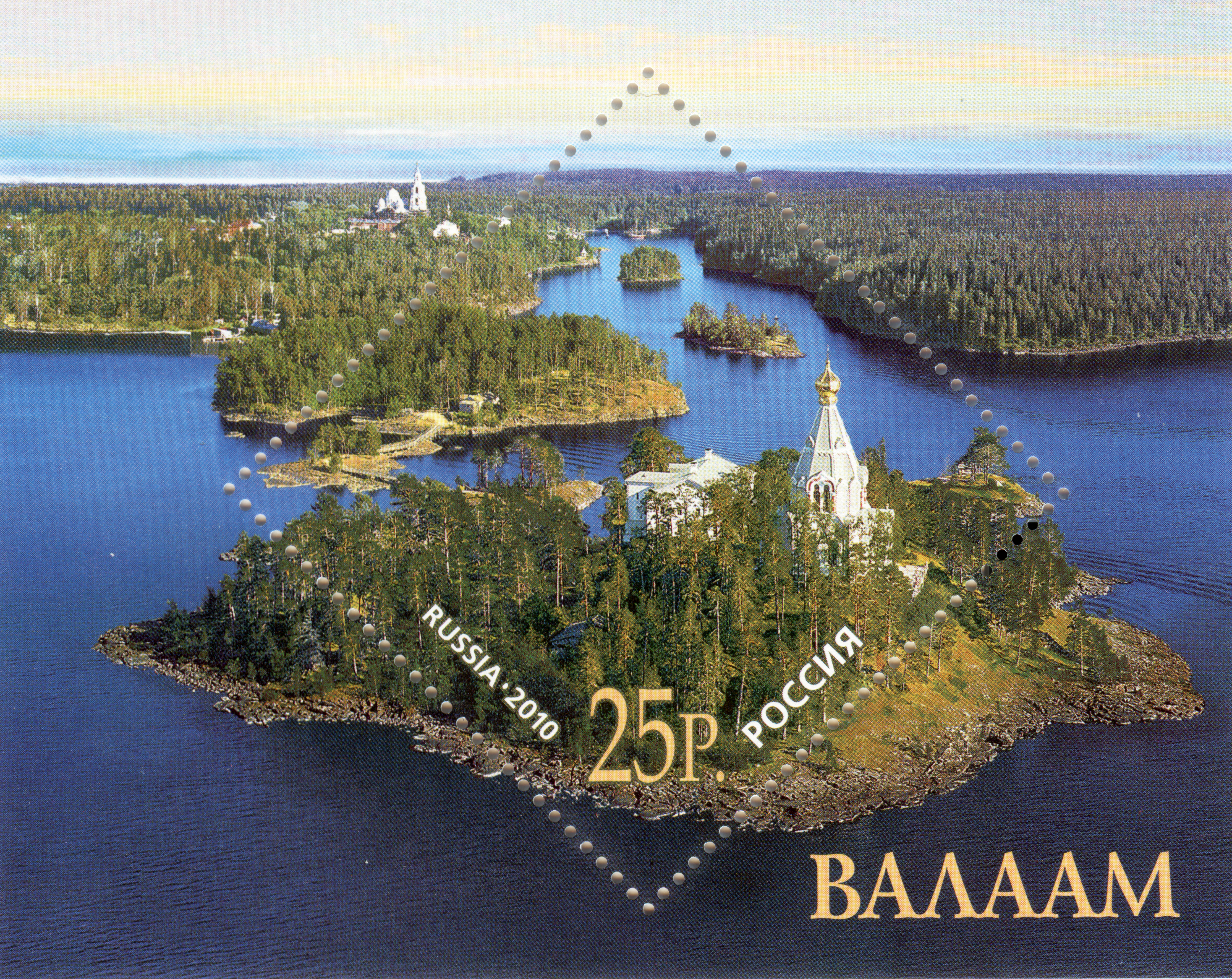
طابع بريدي روسي سنة 2010

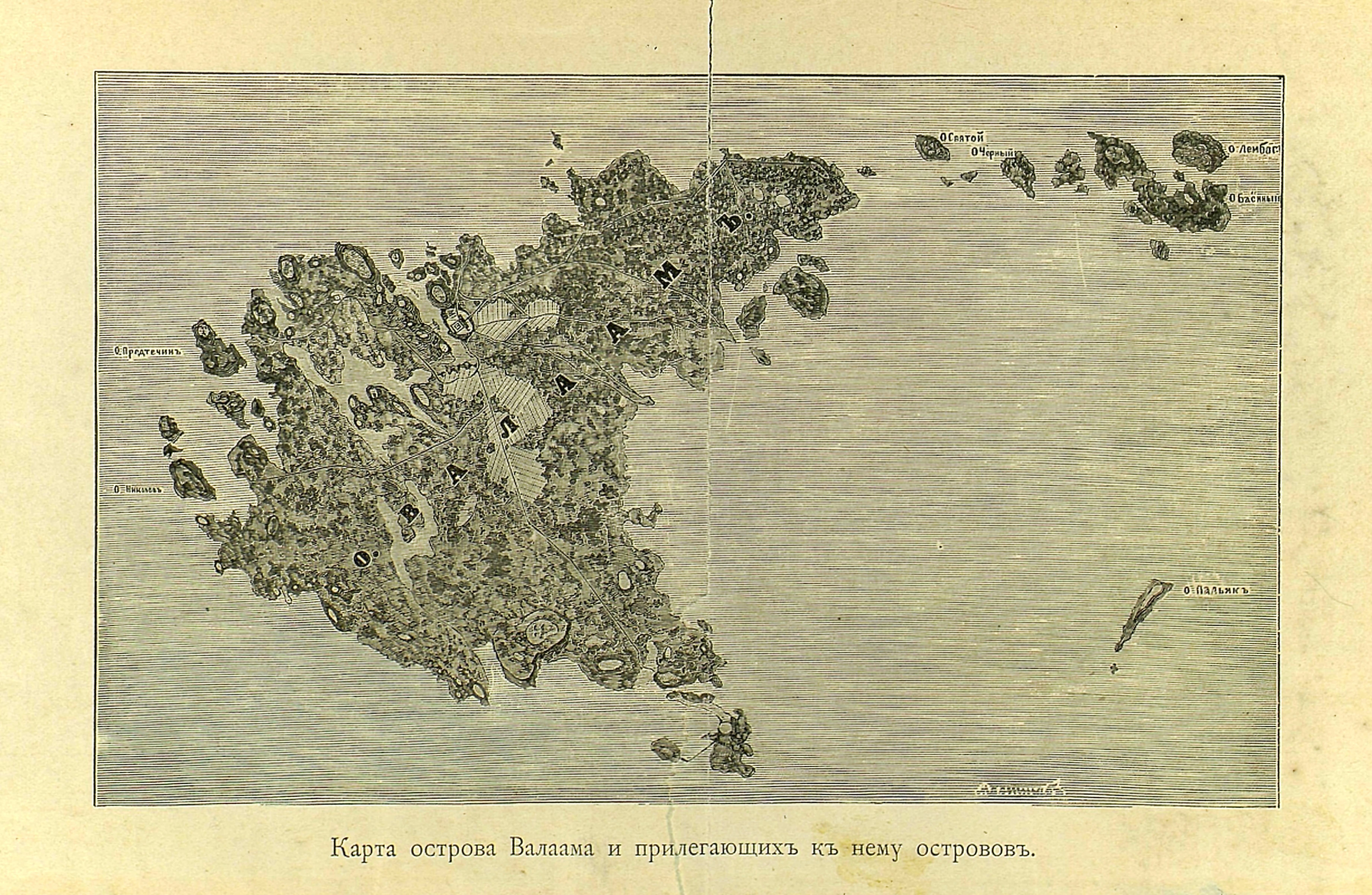
خريطة جزيرة فالام والجزر المحيطة بها، دير فالام سنة 1889

ربما يأتي الاسم الجغرافي لاسم الجزيرة من الكلمة الفنلندية الأوغرية فالامو (valamo)، التي تعني الأرض المرتفعة (الجبل)، ممزوجة باسم نبي مذكور في التوراة باسم بلعام.
تمت زيارة الجزيرة عدة مرات من قبل الإمبراطور ألكسندر الأول وألكسندر الثاني وأعضاء آخرين من العائلة الإمبراطورية. كما زارها الأسقف إغناتي بريانتشانينوف (1807-1867). طبيعة فالام ألهمت شخصيات في مجالي الرسم والعلم، مثل الرسامين إيفان شيشكين، فيودور فاسيلييف، والكتاب والشعرا نيقولاي ليسكوف، فيودور تيوتشيف، أليكسي أبوختين، إيفان شميليوف، والملحنين بيوتر إليش تشايكوفسكي، وألكسندر جلازونوف، والعلماء نيكولاي ميكلوهو ماكلاي، وديمتري مينديلييف وغيرهم الكثير.
في عام 1950، بموجب قرار من مجلس السوفيات الأعلى للجمهورية الاشتراكية السوفياتية الفنلندية الكاريلية، تم إنشاء دار استراحة للمعاقين في ملجأ الشتاء للدير السابق. 

### الديموغرافيا
| 1351 | 1132 | 937 | 487 |

في عام 2003، عندما تم اعتماد القانون الاتحادي بشأن الحكم الذاتي المحلي، أُثيرت مسألة وضع قرية فالام. وفقًا للقانون في كيانات الاتحاد الروسي، يجب تحديد الهيئات الإدارية المحلية، وتحديد اللوائح الحضرية والريفية، وتحديد الحدود. كما تم اعتماد القانون المقابل في جمهورية كاريليا. وقد تم إدراج قرية فالام في قائمة البلديات التي تتمتع بوضع مستقل عن البلدية. ومع ذلك، في بداية عام 2005، قدم رئيس إدارة مقاطعة سورتافالا مشروعًا يهدف إلى إلغاء الحكم الذاتي لجزيرة فالام وإدماجها في مقاطعة سورتافالا، لكن لم يوافق سكان الجزيرة على هذا المشروع. نشأ صراع تطور إلى معركة قانونية أمام محكمة كاريليا العليا، ثم أمام المحكمة العليا للاتحاد الروسي. في يوليو 2006، تدخل البطريرك ألكسي الثاني ملك موسكو في هذه القضية.

### التنظيم الإداري

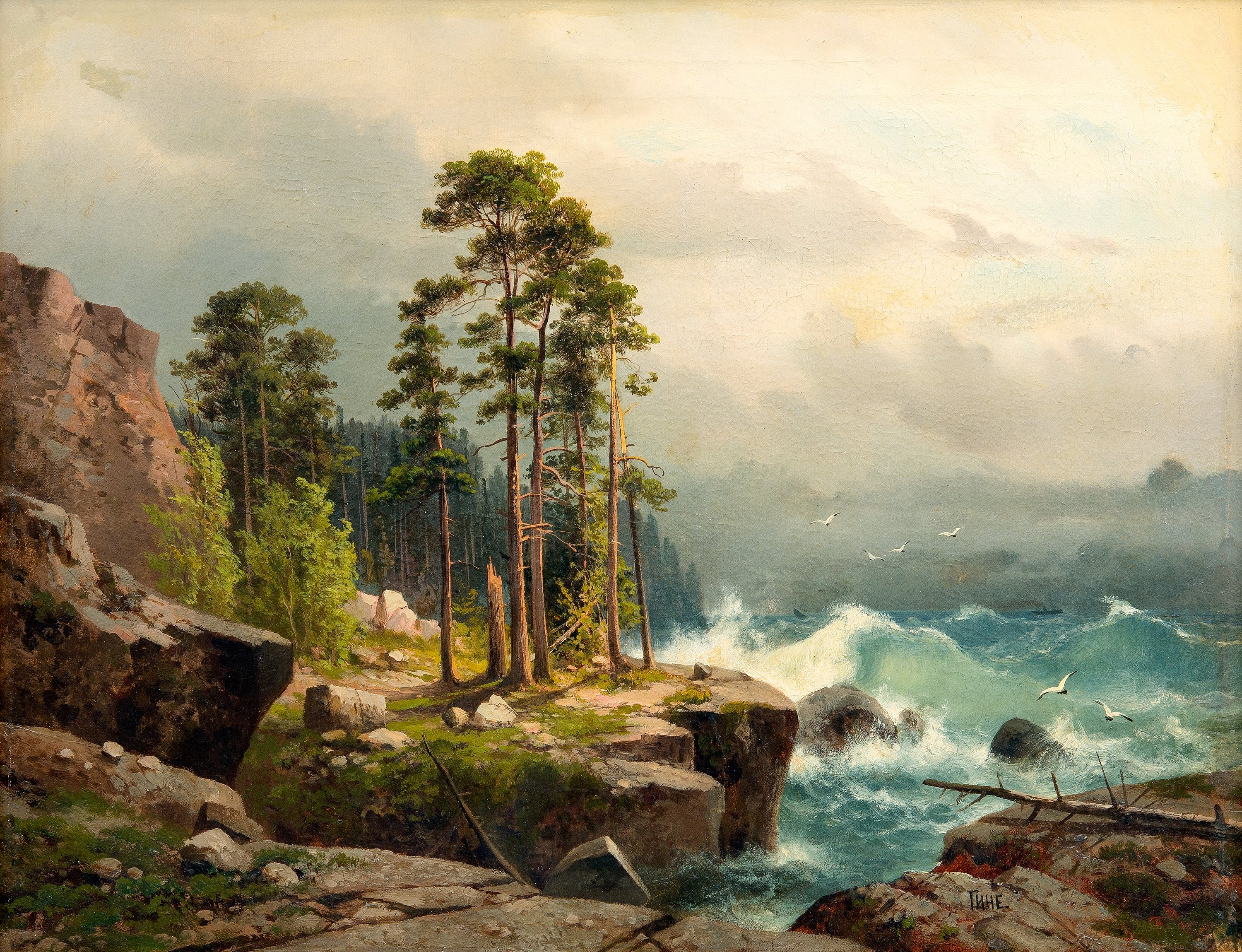
ألكسندر جين، العاصفة فوق فالام

فالام ليس لديها حاليا وضع إداري رسمي. يريد العلمانيون أن تحصل قريتهم على وضع رسمي كمستوطنة ريفية، مما يمنحهم حق المشاركة في الانتخابات البلدية. تم الاعتراف بشرعية دعاواهم من قبل المحكمة العليا في كاريليا، لكن قادة الدير يعارضونها.     

### البنية التحتية
يوجد بالجزيرة مستشفى ورمز بريدي ويتم تزويدها بالمواد الغذائية بانتظام.

## روابط خارجية
- Научно-исследовательский центр «Валаам»  [[منتخب  لاتحاد الرغبي|]]
- Официальный сайт Валаамского монастыря  [[منتخب  لاتحاد الرغبي|]]
- История Валаама  [[منتخب  لاتحاد الرغبي|]]